# 대한민국 민법 제327조
대한민국 민법 제327조는 제327조(타담보제공과 유치권소멸)에 대한 민법 물권법 유치권상 조문이다.

## 조문
제327조(타담보제공과 유치권소멸) 채무자는 상당한 담보를 제공하고 유치권의 소멸을 청구할 수 있다.

第327條(他擔保提供과 留置權消滅) 債務者는 相當한 擔保를 提供하고 留置權의 消滅을 請求할 수 있다.

## 참고 문헌
- 오현수, 일본민법, 진원사, 2014. ISBN 978-89-6346-345-2
- 오세경, 대법전, 법전출판사 , 2014 ISBN 978-89-262-1027-7
- 이준현 , LOGOS 민법 조문판례집, 미래가치, 2015. ISBN 979-1-155-02086-9